# 轟炸拉包爾 (1943年11月)
盟軍於1943年11月對日軍在拉包爾的主要基地之巡洋艦隊進行空中攻擊。為了應對盟軍入侵布干維爾島，日軍從日本向拉包爾派出強大的巡洋艦隊，準備在晚上對盟軍的運輸及支援艦隊實施砲擊。盟軍艦載機和陸基飛機襲擊在新不列顛島的日軍艦艇、機場及港口設施，掩護盟軍在布干維島的兩棲登陸。由於實施拉包爾空襲，日本海軍艦隊再也未能威脅登陸。突襲成功開始改變「艦載空中力量無法挑戰陸基航空力量」的堅強信念。

## 背景
1943年初，拉包爾仍遠離戰火。然而，盟軍在西南太平洋地區的戰略行動「馬車輪行動」旨在孤立及削弱拉包爾。在新幾內亞和所羅門群島的日本陸軍部隊節節敗退，並已放棄瓜達爾卡納爾島、科隆班加拉島、新喬治亞島和維拉拉維拉島。
位於新不列顛島上的拉包爾是澳大利亞在新幾內亞托管地境內的兩大港口之一。這是日本實施所羅門群島戰役和新幾內亞戰役的主要海軍基地。辛普森港被稱為“南太平洋上的珍珠港”，日軍在1942年2月從澳大利亞軍隊手中奪取了它，用367門高射砲和5個機場來防衛。
拉庫乃和坎達武飛機場是在戰前由澳大利亞興建的，拉庫乃有由砂和火山灰構成的全天候跑道，而坎達武被鋪上混凝土。和拉波波 - 在東南面14 mi（23 km），於1942年12月開始運作，擁有混凝土跑道及廣泛的支援和維護設施。托貝拉於1943年8月完工，這位於坎達武與和拉波波半路中間－也擁有混凝土跑道。這4座機場共有166個護坡以保護轟炸機和另外265個護坡保護戰鬥機，以及其他未受掩護的疏散停車區。第5座保衛拉包爾的機場是波波普機場，在1942年12月完工及跨越聖喬治海峽與新愛爾蘭。
防空設施由陸軍和海軍部隊互相良好協調下運作。陸軍共部署192門至367門高射砲和海軍擁有175門。海軍高射砲守衛辛普森港、其航道和托貝拉、拉庫乃和坎達武3座飛機場。陸軍部隊保衛和拉波波機場、物資堆存處和軍隊裝備，並協助海軍守衛辛普森港。一套有效的早期雷達警報系統覆蓋拉包爾周圍90 mi（140 km），及在新不列顛島、新愛爾蘭島及布達的輔助雷達能擴大覆蓋範圍，這些設施能對任何進攻提供預早30至60分鐘的警報。

## 陸基飛機轟炸
從1943年10月12日起，作為馬車輪行動的一部分，美國陸軍第5航空隊、澳大利亞皇家空軍和新西蘭皇家空軍－在西南太平洋戰區盟國空軍司令喬治·肯尼將軍指揮下－對拉包爾的機場和港口實施持續的轟炸行動。在第1輪349架飛機的空襲後，惡劣天氣削弱了轟炸的效果，期間只在10月18日實施了一次由50架B-25米切爾中型轟炸機的空襲。持續的空襲在10月23日恢復及持續的攻擊了6天，最終在11月2日實施大規模空襲。
9個中隊的B-25轟炸機-共計72架轟炸機在6個中隊的P-38閃電式戰鬥機護航下攻擊了防空設施和對辛普森港進行超低空掃射和轟炸攻擊。8架B-25轟炸機被高射砲或日本海軍戰鬥機擊落，或者試圖返回基地時墜毀。其中主要的是雷蒙德.威爾金斯陸軍少校的第3攻擊組，因他卓越的領導能力而被追授榮譽勳章。80架P-38戰鬥機中有9架被擊落。

## 航空母艦攻擊
日軍在布干維爾島的南端有2座機場，而另有1座在島上最北端的半島上，而在布達附近的北部通道有第4座。不同於在日本機場附近實施登陸，並與日本大部分守軍對陣，威廉·哈爾西海軍上將派出14,000名海軍陸戰隊員在布干維爾島西海岸半腰的奧古斯塔皇后灣實施登陸。在那裡，他的海蜂工兵隊平整土地並建立自己的飛機場。登陸2天後古賀峰一上將從日本派出了龐大的巡洋艦隊往拉包爾，準備對在奧古斯塔皇后灣的哈爾西護航艦隊和補給艦實施晚間砲擊。日本在過去的1年一直保護他們的海軍艦隊，但如今卻派出了7艘重巡洋艦，伴隨著的有1艘輕巡洋艦和4艘驅逐艦。到達拉包爾後進行加油，以準備即將到來的夜戰。
哈爾西在附近地區並沒有同等強大的水面艦隊實施對抗。戰列艦華盛頓號和南達科他號及護航巡洋艦已轉移到太平洋中部，以支援即將實施對塔拉瓦的入侵。除護衛運輸船的驅逐艦外，哈爾西唯一可用的力量是由航空母艦薩拉托加號和普林斯頓號組成的航空母艦戰鬥群。拉包爾是一個戒備森嚴的港口。有5座機場和大量的防空砲台，海軍情報顯示這是一個馬蜂窩。在戰爭中，除珍珠港突襲外，沒有任何一次使用航空母艦艦載機去進攻這樣有重兵防守的目標。對機組人員來說，這是一個非常危險的任務，並將危害航空母艦的安全。哈爾西後來說，在拉包爾的日本巡洋艦隊對他在布干維爾登陸的威脅是“在我整個南太平洋艦隊司令任期中最絕望的緊急情況。”

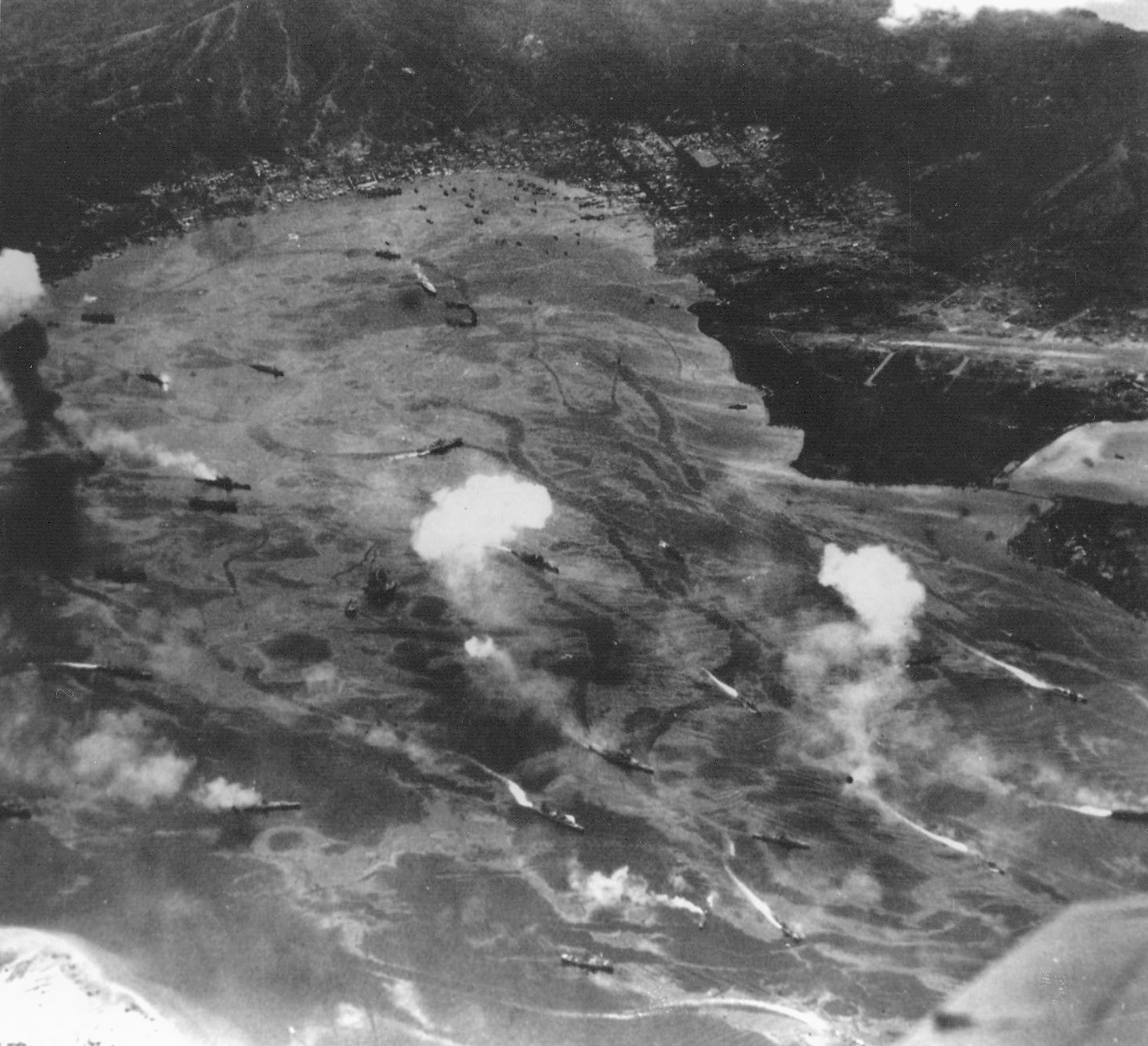
在美軍艦載機攻擊下，日軍艦隻試圖航行。

在登陸實施期間，哈爾西派出他2艘航空母艦在弗雷德里克·謝爾曼海軍少將的指揮下經過一夜向北航行進入拉包爾附近一帶，然後發動破曉突襲。在天色掩護下，謝爾曼出動了他全部97架艦載機對拉包爾實施進攻。在最近攻佔的維拉拉維拉島上的巴科拉馬機場出動飛機實施攔截任務，並提供一定程度的空中掩護。到達拉包爾後，航空母艦艦載機實施攻擊。在盡量對最多的艦隻進行破壞，而不是擊沉更多的船隻命令下，空襲取得了一個驚人的成功，對大多數巡洋艦單位造成傷害，降低它們的威脅。一小時後，27架B-24轟炸機在58架P-38戰鬥機掩護下進行日間轟炸。大部分日軍戰艦在第2天退回特魯克以進行維修及避免盟軍的進一步空襲。對盟軍的嚴重威脅解除了。  
在拉包爾日軍的損損失如下：6艘巡洋艦受損，其中4艘受損嚴重。愛宕號被3枚500磅（230公斤）炸彈擊中，造成嚴重破壞，並殺死了22名船員，其中包括艦長。摩耶號被一枚炸彈擊中其中一座機房造成嚴重破壞，並殺死了70名船員。最上號被1枚500磅炸彈擊中，引發大火，造成嚴重破壞，並殺死了19名船員。高雄號被2枚500磅炸彈擊中，造成嚴重破壞，並殺死了23名船員。筑摩號被數枚近失彈擊傷。阿賀野號被1枚近失彈擊傷並損失了1座高射砲及殺死了1名船員。3艘驅逐艦亦損失輕微。空襲中有少量飛機損失。 
另一個航空母艦戰鬥群美軍第5艦隊的第50特混艦隊第3大隊在11月7日與哈爾西的艦隊會合。該艦隊由阿爾弗雷德.蒙哥馬利海軍少將指揮，擁有航空母艦碉堡山號、埃塞克斯號及獨立號。哈爾西利用蒙哥馬利的艦隻及第38特混艦隊在11月11日對拉包爾實施雙重航空母艦打擊。謝於早日8時30分左右，在惡劣天氣下於布干維爾西北的綠島實施進攻。第38特混艦隊之後沒有被發現下向南方撤回。蒙哥馬利從拉包爾東南160 mi（260 km）的所羅門海實施進攻。
阿賀野號於11月5日的攻擊後一直留下在拉包爾，該艦被魚雷擊中，並嚴重受損。日軍出動了120架飛機對美軍航空母艦實施反擊，但遭受攔截，失去了35架飛機，沒有對蒙哥馬利的艦隻造成損傷。

## 附錄
1. 1 2  Gailey, Bougainville, p. 86-92.
2. ↑  Gailey, Bougainville, p. 88-89.
3. ↑  Gailey, Bougainville, p. 88-91 and Parshall & Hackett, Combinedfleet.com.
4. 1 2 3 4 5  Mortensen, Bernhardt L. . Hyper-War Foundation. 1953  [19 February 2010]. （原始内容存档于2011-06-29）. The Army Air Forces in World War II: Vol. IV The Pacific: Guadalcanal to Saipan August 1942 to July 1944, p. 333.
5. ↑  Potter, Admiral Arliegh Burke pp 98-99
6. ↑  Hackett, HIJMS ATAGO: Tabular Record of Movement, Combinedfleet.com.“愛宕號”返回日本橫須賀市進行進一步維修並於1943年12月30日完工。
7. ↑  Hackett, HIJMS MAYA: Tabular Record of Movement, Combinedfleet.com. “摩耶號”返回日本橫須賀市進行進一步維修及加裝額外的防空高射砲，整個工程於1944年2月17日完工。
8. ↑  Hackett, HIJMS MOGAMI: Tabular Record of Movement, Combinedfleet.com. .“最上號”返回日本吳市進行進一步維修並於1944年2月17日完工。
9. ↑  Hackett, HIJMS CHIKUMA: Tabular Record of Movement, Combinedfleet.com..“高雄號”返回日本橫須賀市進行進一步維修並於1944年1月18日完工。
10. ↑  Hackett, HIJMS CHIKUMA: Tabular Record of Movement, Combinedfleet.com.
11. ↑  Hackett, HIJMS AGANO: Tabular Record of Movement, Combinedfleet.com.
12. ↑  Hackett, HIJMS FUJINAMI: Tabular Record of Movement, HIJMS AMAGIRI: Tabular Record of Movement, HIJMS WAKATSUKI: Tabular Record of Movement, Combinedfleet.com., 藤波號受輕傷及有1名船員死亡。天霧號及若月號受損輕微及沒有傷亡。
13. ↑  Hackett, HIJMS AGANO: Tabular Record of Movement, Combinedfleet.com. 1944年2月16日，“阿賀野號”專程從特魯克返回日本作進一步維修，她在途中被美國潛艇鰩魚號發射2枚魚雷擊中並沉沒。她的523名倖存者被驅逐艦追風救起並返回特魯克。 冰雹行動中，“追風號”被美軍航空母艦艦載機擊沉，殺死所有的阿賀野號的倖存者。

## 外部連結
- Mersky, Peter B. . Marines in World War II Commemorative Series. History and Museums Division, Headquarters, U.S. Marine Corps. 1993  [20 October 2006]. （原始内容存档于2012-03-22）. Account of U.S. Marine involvement in air war over Solomon Islands and Rabaul.
- .   [2006-05-30]. （原始内容存档于2012-05-26）.
- Chen, C. Peter. . World War II Database. 2004–2006  [2 June 2006]. （原始内容存档于2006-03-23）.
- Shaw, Henry I.; Douglas T. Kane. . History of U.S. Marine Corps Operations in World War II. 1963  [2006-10-18]. （原始内容存档于2006-11-20）.
- Miller, John, Jr. . United States Army in World War II:  The War in the Pacific. Office of the Chief of Military History, U.S. Department of the Army: 418. 1959  [20 October 2006]. （原始内容存档于2009-02-24）.
- Parshall, Jon; Bob Hackett, Sander Kingsepp, & Allyn Nevitt. .   [2006-06-14]. （原始内容存档于2006-06-13）. - Tabular records of movement for the Japanese warships involved in this battle.
- Parshall, Jon; Bob Hackett, Sander Kingsepp, & Allyn Nevitt. .   [2006-12-14]. （原始内容存档于2012-05-26）.

4°11′58″S 152°10′4″E / 4.19944°S 152.16778°E